# Cövdət Hacıyev
Əhməd Cövdət İsmayil oğlu Hacıyev (russisch Ахмед Джевдет Исмаил оглы Гаджиев Achmed Dschewdet Ismail ogly Gadschijew; auch Gadzhiev; * 5. Junijul. / 18. Juni 1917greg. in Şəki; † 18. Januar 2002 in Baku) war ein aserbaidschanischer Komponist.
Hacıyev studierte von 1936 bis 1938 in Baku bei Üzeyir Hacıbəyov und anschließend in Moskau bei Anatoli Alexandrow und Sergei Wassilenko. Von 1941 bis 1945 und von 1947 bis 1948 war er künstlerischer Leiter der Philharmonie von Baku. Nach einem Kompositionsstudium bei Dmitri Schostakowitsch (1945–1947) unterrichtete er am Konservatorium Baku, das er 1957 bis 1969 als Rektor leitete. Mit seiner 1936 entstandenen, einsätzigen Sinfonie Nr. 1 gilt er als Autor der ersten aserbaidschanischen Sinfonie. Er schrieb gemeinsam mit seinem Studienkollegen Qara Qarayev die Oper Vätän (UA 1945), ausgezeichnet mit dem Stalinpreis. Zudem komponierte er ein Ballett, fünf Sinfonien, drei sinfonische Dichtungen, zwei Streichquartette sowie Klavierstücke.

## Quelle
- Alfred Baumgartner: Propyläen Welt der Musik – Die Komponisten – Ein Lexikon in fünf Bänden. Band 2. Berlin 1989, ISBN 978-3-549-07832-7, S. 371.